# Grande Prêmio da Grã-Bretanha de 1972
Resultados do Grande Prêmio da Grã-Bretanha de Fórmula 1 realizado em Brands Hatch em 15 de julho de 1972. Sétima etapa da temporada, foi vencido pelo brasileiro Emerson Fittipaldi, da Lotus-Ford.

## Classificação da prova
| Pos.   | Nº | Piloto               | Construtor     | Voltas | Tempo/Diferença | Grid | Pontos |
| ------ | -- | -------------------- | -------------- | ------ | --------------- | ---- | ------ |
| 1      | 8  | Emerson Fittipaldi   | Lotus-Ford     | 76     | 1:47:50.2       | 2    | 9      |
| 2      | 1  | Jackie Stewart       | Tyrrell-Ford   | 76     | + 4.1           | 4    | 6      |
| 3      | 19 | Peter Revson         | McLaren-Ford   | 76     | + 1:12.5        | 3    | 4      |
| 4      | 17 | Chris Amon           | Matra          | 75     | + 1 volta       | 17   | 3      |
| 5      | 18 | Denny Hulme          | McLaren-Ford   | 75     | + 1 volta       | 11   | 2      |
| 6      | 6  | Arturo Merzario      | Ferrari        | 75     | + 1 volta       | 9    | 1      |
| 7      | 3  | Ronnie Peterson      | March-Ford     | 74     | Spun off/Motor  | 8    |        |
| 8      | 27 | Carlos Reutemann     | Brabham-Ford   | 73     | + 3 voltas      | 10   |        |
| 9      | 4  | Niki Lauda           | March-Ford     | 73     | + 3 voltas      | 19   |        |
| 10     | 33 | Rolf Stommelen       | Eifelland-Ford | 71     | + 5 voltas      | 25   |        |
| 11     | 11 | Jean-Pierre Beltoise | BRM            | 70     | + 6 voltas      | 6    |        |
| 12     | 28 | Wilson Fittipaldi    | Brabham-Ford   | 69     | Suspensão       | 22   |        |
| 13     | 31 | Mike Beuttler        | March-Ford     | 69     | + 7 voltas      | 23   |        |
| Ret    | 22 | Tim Schenken         | Surtees-Ford   | 64     | Suspensão       | 5    |        |
| Ret    | 2  | François Cevert      | Tyrrell-Ford   | 60     | Spun off        | 12   |        |
| Ret    | 9  | Dave Walker          | Lotus-Ford     | 59     | Suspensão       | 15   |        |
| Ret    | 5  | Jacky Ickx           | Ferrari        | 49     | Pressão do óleo | 1    |        |
| Ret    | 26 | Graham Hill          | Brabham-Ford   | 47     | Spun off        | 21   |        |
| Ret    | 25 | José Carlos Pace     | March-Ford     | 39     | Diferencial     | 13   |        |
| Ret    | 14 | Jackie Oliver        | BRM            | 36     | Suspensão       | 14   |        |
| Ret    | 21 | Mike Hailwood        | Surtees-Ford   | 31     | Câmbio          | 7    |        |
| Ret    | 29 | Dave Charlton        | Lotus-Ford     | 21     | Câmbio          | 24   |        |
| Ret    | 30 | Nanni Galli          | Tecno          | 9      | Spun off        | 18   |        |
| Ret    | 24 | Henri Pescarolo      | Politoys-Ford  | 7      | Acidente        | 26   |        |
| Ret    | 12 | Peter Gethin         | BRM            | 5      | Motor           | 16   |        |
| Ret    | 23 | Andrea de Adamich    | Surtees-Ford   | 3      | Acidente        | 20   |        |
| DNS    | 34 | François Migault     | Connew-Ford    |        | Suspensão       |      |        |
| Fonte: |    |                      |                |        |                 |      |        |

## Tabela do campeonato após a corrida
|   | Pos. | Piloto             | Pontos |
| - | ---- | ------------------ | ------ |
|   | 1    | Emerson Fittipaldi | 43     |
|   | 2    | Jackie Stewart     | 27     |
|   | 3    | Denny Hulme        | 21     |
|   | 4    | Jacky Ickx         | 16     |
| 3 | 5    | Peter Revson       | 10     |

|  | Pos. | Construtor   | Pontos |
|  | ---- | ------------ | ------ |
|  | 1    | Lotus-Ford   | 43     |
|  | 2    | Tyrrell-Ford | 33     |
|  | 3    | McLaren-Ford | 27     |
|  | 4    | Ferrari      | 20     |
|  | 5    | BRM          | 9      |

- Nota: Somente as primeiras cinco posições estão listadas. A temporada de 1972 foi dividida em dois blocos de seis corridas onde cada piloto descartaria um resultado. Neste ponto esclarecemos: na tabela dos construtores figurava somente o melhor resultado dentre os carros do mesmo time.